# Teodosio de Kiev
Teodosio de Kiev (Teodosio de las Cuevas o de Pečerska, en ruso: Феодосий Печерский)(Vasilev, Rus de Kiev, 1029 - Kiev, 3 de mayo de 1074) es un santo de siglo XI que llevó el monaquismo cenobítico al Monasterio de las Cuevas de Kiev. En el siglo XII se escribió una hagiografía sobre Teodosio.
El mayor logro de Teodosio fue introducir la norma monástica de San Teodoro el Estudita en el Monasterio de las Cuevas de donde se extendió a todos los monasterios de la Iglesia ortodoxa de Rusia. Según la Primera Crónica:
...el monasterio fue completado cuando era abad Barlaam...Cuando Barlaam hubo partido los hermanos...visitaron al anciano Antonio (San Antonio de Kiev, fundador del Monasterio de las Cuevas) para pedirle que designara un nuevo abad para ellos. Él les preguntó a quién deseaban. Ellos le respondieron que sólo querían al que designara Dios y eligiera Antonio. Entonces les preguntó: '¿Quién entre vosotros es más obediente, más modesto y más manso que Teodosio? Déjadle que sea vuestro abad.' Los hermanos se regocijaron...y así Teodosio fue nombrado abad.
Cuando Teodosio se instaló en el monasterio comenzó a practicar la abstinencia, el ayuno y la plegaria suplicante...también se interesó en buscar normas monásticas. Por aquel tiempo se encontraba en Kiev un monje del monasterio Studion llamado Miguel, que había venido de Grecia...Teodosio le preguntó sobre las prácticas de los monjes estuditas. Así conoció su regla, la copió y la estableció en su propio monasterio para regular los cantos de los himnos monásticos, las reverencias, las lecturas, la conducta en la iglesia, las ceremonias, la conducta en la mesa, los alimentos adecuados para los días especiales y a regularlo todo según esa prescripción.
Después de obtener toda esa información, Teodosio la transmitió a su monasterio, y desde él todos los demás adoptaron la misma norma. Por ese motivo el Monasterio de las Cuevas es honrado entre los monasterios más antiguos.
Posteriormente Teodosio de Kiev sería canonizado como santo por la Iglesia ortodoxa de Rusia. Su principal festividad es el 3 de mayo, la fecha de su muerte. Sus reliquias fueron descubiertas incorruptas por Néstor el Cronista el 14 de agosto de 1091 y fueron transferidas a la catedral del monasterio. Un segundo día santo dedicado a Teodosio fue establecido para conmemorar el evento.